# Kamýk nad Vltavou
Kamýk nad Vltavou (en allemand : Kamaik an der Moldau) est une commune du district de Příbram, dans la région de Bohême-Centrale, en République tchèque. Sa population s'élevait à 945 habitants en 2020.

## Géographie
Kamýk nad Vltavou se trouve à 12,5 km à l'ouest-sud-ouest de Sedlčany, à 18,5 km à l'est-sud-est de Příbram et à 29 km au nord-est de Prague.
La commune est limitée par Obory au nord-ouest, par Hříměždice au nord-est, par Svatý Jan à l'est, par Krásná Hora nad Vltavou au sud, et par Zduchovice et Dolní Hbity à l'ouest.

## Histoire
La première mention écrite de la localité date de 1285.

## Administration
La commune se compose de deux quartiers :
- Kamýk nad Vltavou
- Velká

## Transports
Par la route, Kamýk nad Vltavou se trouve à 19,5 km de Sedlčany, à 20 km de Příbram et à 70 km de Prague.